# Marina Mielnikowa
Marina Anatoljewna Mielnikowa (ros. Марина Анатольевна Мельникова; ur. 5 lutego 1989 w Permie) – rosyjska tenisistka.

## Kariera tenisowa
W karierze zwyciężyła w siedmiu singlowych i szesnastu deblowych turniejach rangi ITF. 4 maja 2015 roku zajmowała najwyższe miejsce w rankingu singlowym WTA Tour – 170. pozycję. W rankingu deblowym najwyżej była sklasyfikowana na 80. miejscu (20 czerwca 2016 roku).
Zadebiutowała w rozgrywkach WTA Tour podczas turnieju w Barcelonie, gdzie w rozgrywkach deblowych odpadła w drugiej rundzie, startując wraz z Jekatieriną Iwanową.

## Finały turniejów WTA
| Legenda                     | Legenda |
| --------------------------- | ------- |
| Wielki Szlem                |         |
| Igrzyska olimpijskie        |         |
| WTA Tour Championships      |         |
| 2009 – 2020                 |         |
| WTA Premier Mandatory       |         |
| WTA Premier 5               |         |
| WTA Premier                 |         |
| WTA International Series    |         |
| WTA 125K series (2012–2020) |         |

### Gra podwójna 1 (0–1)
| Końcowy wynik | Nr | Data             | Turniej  | Nawierzchnia  | Partnerka             | Przeciwniczki        | Wynik finału   |
| ------------- | -- | ---------------- | -------- | ------------- | --------------------- | -------------------- | -------------- |
| Finalistka    | 2. | 10 kwietnia 2016 | Katowice | Twarda (hala) | Walentina Iwachnienko | Eri Hozumi Miyu Katō | 6:3, 5:7, 8–10 |

## Finały turniejów WTA 125K series

### Gra podwójna 1 (0–1)
| Końcowy wynik | Nr | Data              | Turniej | Nawierzchnia    | Partnerka     | Przeciwniczki                | Wynik finału |
| ------------- | -- | ----------------- | ------- | --------------- | ------------- | ---------------------------- | ------------ |
| Finalistka    | 1. | 22 listopada 2015 | Tajpej  | Dywanowa (hala) | Elise Mertens | Kanae Hisami Kotomi Takahata | 1:6, 2:6     |

## Wygrane turnieje rangi ITF
| turnieje z pulą nagród 100 000 $   |
| turnieje z pulą nagród 75/80 000 $ |
| turnieje z pulą nagród 50/60 000 $ |
| turnieje z pulą nagród 25 000 $    |
| turnieje z pulą nagród 15 000 $    |
| turnieje z pulą nagród 10 000 $    |

### Gra pojedyncza
|    | Data       | Turniej            | Naw.          | Przeciwniczka      | Wynik       |
| 1. | 15/09/2008 | Limoges            | Twarda (hala) | Walerija Sawinych  | 1:0 krecz   |
| 2. | 16/11/2014 | Mumbaj             | Twarda        | Tadeja Majerič     | 6:2, 7:6(4) |
| 3. | 12/06/2016 | Surbiton           | Trawiasta     | Stéphanie Foretz   | 6:3, 7:6(6) |
| 4. | 24/09/2017 | Podgorica          | Ziemna        | Jesika Malečková   | 6:2, 6:0    |
| 5. | 09/12/2018 | Solapur            | Twarda        | Lu Jiajing         | 6:1, 6:2    |
| 6. | 13/10/2019 | Hilton Head Island | Ziemna        | Elizabeth Halbauer | 6:3, 6:4    |
| 7. | 20/03/2022 | Anapoima           | Ziemna        | Paula Ormaechea    | 6:2, 6:1    |

### Gra podwójna
|     | Data       | Turniej       | Naw.            | Partnerka                   | Przeciwniczki                         | Wynik             |
| 1.  | 05/11/2007 | Majorka       | Ceglana         | Sylwia Zagórska             | Julja Gluszko Charlène Vanneste       | 6:4, 6:4          |
| 2.  | 11/02/2008 | Albufeira     | Twarda          | Julja Gluszko               | Martina Babáková Jelena Czałowa       | 6:3, 0:6, 11–9    |
| 3.  | 17/11/2008 | Astana        | Twarda (hala)   | Anastasija Połtorackaja     | Marina Szamajko Sopia Szapatawa       | 6:1, 6:1          |
| 4.  | 19/01/2009 | Kaarst        | Dywanowa (hala) | Jelena Czałowa              | Julia Babilon Franziska Etzel         | 6:3, 6:2          |
| 5.  | 09/11/2009 | Hawr          | Ceglana (hala)  | Mihaela Buzărnescu          | Amandine Hesse Alizé Lim              | 6:2, 7:6(4)       |
| 6.  | 29/11/2010 | Ajn Suchna    | Ceglana         | Galina Fokina               | Indra Bigi Nicole Clerico             | 6:3, 2:6, 13–11   |
| 7.  | 17/01/2011 | Stuttgart     | Twarda (hala)   | Daniëlle Harmsen            | Jana Čepelová Michaela Pochabová      | 3:6, 6:4, 14–12   |
| 8.  | 12/09/2011 | Mestre        | Ceglana         | Walentina Iwachnienko       | Tímea Babos Magda Linette             | 6:4, 7:5          |
| 9.  | 08/04/2013 | Heraklion     | Dywanowa        | Teodora Mirčić              | Despina Papamichail Giulia Sussarello | 6:1, 6:4          |
| 10. | 12/07/2015 | Bursa         | Ceglana         | Laura Pous Tió              | Sopia Szapatawa Anastasija Wasyljewa  | 6:4, 6:4          |
| 11. | 14/12/2015 | Ankara        | Twarda (hala)   | María José Martínez Sánchez | Paula Kania Lesley Kerkhove           | 6:4, 5:7, 10–8    |
| 12. | 21/06/2019 | Montpellier   | Ceglana         | Eva Wacanno                 | Albina Khabibulina Julia Wachaczyk    | 4:6, 6:4, 10–3    |
| 13. | 31/08/2019 | Praga         | Ceglana         | Suzan Lamens                | Katarzyna Piter Anastasija Szoszyna   | 6:2, 5:7, 10–8    |
| 14. | 09/11/2019 | Saint-Étienne | Twarda (hala)   | Laura Ioana Paar            | Cristina Bucșa Julia Wachaczyk        | 6:3, 6:7(7), 11–9 |
| 15. | 24/04/2021 | Oeiras        | Ceglana         | Suzan Lamens                | Nateła Dzałamidze Sofja Łansierie     | 6:3, 6:1          |